# 星野金吾

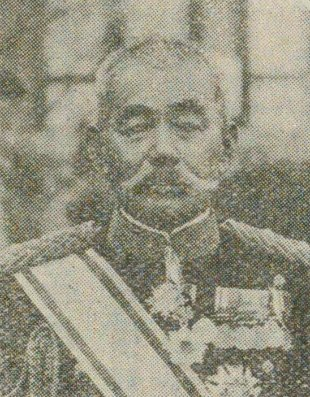
星野金吾

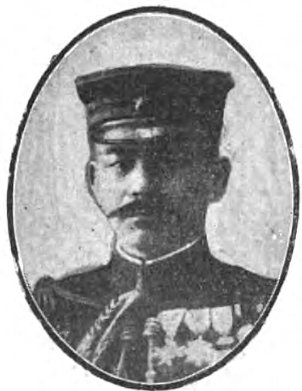
星野金吾

星野 金吾（ほしの きんご、1863年12月30日（文久3年11月20日） - 1933年5月29日）は、日本陸軍の軍人。最終階級は陸軍中将。

## 経歴
新潟県出身。1880年（明治13年）1月、陸軍士官学校に入学。1882年（明治15年）12月、砲兵少尉任官。1884年（明治17年）7月、陸軍士官学校（旧5期）を卒業。1890年（明治23年）12月、陸軍大学校（6期）を首席で卒業。陸大勤務となる。日清戦争に第3師団参謀として出征。
1901年（明治34年）2月、第1師団参謀長に就任し、1902年（明治35年）12月、砲兵大佐に昇進。日露戦争に出征し、旅順攻囲戦に参戦し苦闘を続けた。1907年（明治40年）11月、陸軍少将に進級し関東都督府参謀長となる。
1912年（大正元年）9月、参謀本部付に転じ、1913年（大正2年）8月、野砲兵監に着任し、同月、陸軍中将に進んだ。1916年（大正5年）8月、第17師団長に親補された。1918年（大正7年）7月、待命となり、1919年（大正8年）4月、予備役に編入された。

## 栄典・授章・授賞
位階
- 1886年（明治19年）11月27日 - 従七位[1]
- 1892年（明治25年）1月12日 - 正七位[2]
- 1895年（明治28年）4月15日 - 従六位[3]
- 1899年（明治32年）12月20日 - 正六位[4]
- 1903年（明治36年）3月30日 - 従五位[5]
- 1907年（明治40年）12月27日 - 正五位[6]
- 1913年（大正2年）1月30日 - 従四位[7]
- 1916年（大正5年）9月11日 - 正四位[8]
- 1919年（大正8年）4月29日 - 従三位[9]

勲章等
- 1889年（明治22年）11月29日 - 大日本帝国憲法発布記念章[10]
- 1895年（明治28年）
  - 5月23日 - 勲六等瑞宝章[11]
  - 10月18日 - 単光旭日章・功四級金鵄勲章[12]
  - 11月18日 - 明治二十七八年従軍記章[13]
- 1900年（明治33年）11月30日 - 勲五等瑞宝章[14]
- 1904年（明治37年）11月29日 - 勲四等瑞宝章[15]
- 1911年（明治44年）5月26日 - 勲二等瑞宝章[16]
- 1915年（大正4年）
  - 11月7日 - 大正三四年従軍記章[17]
  - 11月10日 - 大礼記念章（大正）[18]
- 1916年（大正5年）10月28日 - 勲一等瑞宝章[19]

外国勲章佩用允許
- 1905年（明治38年）1月13日 - 大清帝国：二等第三双竜宝星[20]
- 1909年（明治42年）
  - 5月21日 - 大清帝国：二等第一双竜宝星[21]
  - 9月28日 - ロシア帝国：神聖スタニスラス第一等勲章[22]